# Ichneumon artemis
Ichneumon artemis är en stekelart som först beskrevs av Henry Lorenz Viereck 1902.  Ichneumon artemis ingår i släktet Ichneumon och familjen brokparasitsteklar. Inga underarter finns listade i Catalogue of Life.